# بدشانسی
بدشانسی (به لهستانی: Zezowate szczęście) عنوان فیلمی است لهستانی با ژانر کمدی به کارگردانی آندژی مونک، این فیلم محصول سال ۱۹۶۰میلادی است.